# Acontista cordillerae
Acontista cordillerae es una especie de mantis de la familia Acanthopidae.

## Distribución geográfica
Se encuentra en Brasil, Costa Rica, Guyana, México,  Panamá y Surinam.